# Kutkówko
Kutkówko – śródleśne jezioro bezodpływowe w Polsce, położone w województwie pomorskim w powiecie kościerskim, w gminie Lipusz i Kościerzyna, w mezoregionie Bory Tucholskie.

## Podstawowe dane statystyczne
- Powierzchnia 3,98 ha.
- Własność 7 gospodarzy z wsi Płocice od 1840 r.